# Чэнь Ивэнь
Чэнь Ивэнь (кит. трад. 陳藝文, упр. 陈艺文, пиньинь Chén Yìwén; род. 15 июня 1999, Хайкоу) — китайская прыгунья в воду. Двукратная олимпийская чемпионка 2024 года, восьмикратная чемпионка мира. Двукратная чемпионка летних азиатских игр 2022 года.

## Спортивная карьера
В августе 2008 года Ивэнь официально вступила в команду по прыжкам в воду Чжуншаня. Вскоре после вступления в сборную Чжуншаня была принята в спортивную школу провинции Гуандун. В октябре 2010 года Чэнь вошла в команду Гуандуна по прыжкам в воду, а в 2014 году официально стала профессиональной спортсменкой.
В 2018 года Чэнь завоевала серебряную медаль на Азиатских играх в прыжках с метрового трамплина. В 2019 году на чемпионате мира в Кванджу стала чемпионкой мира в синхронных прыжках с трёхметрового трамплина.
На чемпионате мира по водным видам спорта 2022 года в Будапеште Ивэнь завоевала золотую медаль по прыжкам с трёхметрового трамплина, а также стала чемпионкой в синхронных прыжках на этом же трамплине.
В 2023 году на Азиатских играх 2022 года в Ханчжоу Чэнь завоевала две золотых медали в индивидуальных прыжках с трамплина и в синхронных прыжках с 3-метрового трамплина.
На летних Олимпийских играх 2024 года Чэнь стала двукратной олимпийской чемпионкой, завоевав золото в синхронных прыжках с трамплина и в индивидуальных прыжках с трехметрового трамплина.
В 2025 году на чемпионате мира в Сингапуре завоевала золотые медали в смешанном командном соревновании и в синхронных прыжках с трёхметрового трамплина. 